# Catasetum dupliciscutula
Catasetum dupliciscutula är en orkidéart som beskrevs av Karlheinz Senghas. Catasetum dupliciscutula ingår i släktet Catasetum och familjen orkidéer. Inga underarter finns listade i Catalogue of Life.